# Jurgen Verstrepen
Jurgen Pierre Katharina Verstrepen, né le 12 juin 1966  à Deurne, est un homme politique belge flamand, ex-membre de Lijst Dedecker, ex-membre du Vlaams Belang.

## Biographie
Il est diplômé de l'enseignement moyen supérieur.
Le 28 août 2012, Verstrepen suggère sur Twitter d'engager un tueur à gages pour supprimer Michelle Martin, l'ex-femme de Marc Dutroux: « Si nous nous cotisons (cotisation publique), nous pouvons trouver un Albanais et le payer pour qu'il zigouille Michèle Martin ».

## Fonctions politiques
- conseiller communal à Anvers (2007 - ...)
- Député au Parlement flamand :
  - du 6 juillet 2004 au 25 mai 2014